# Pato Valdivia
Luis Alberto Valdivia Ruiz o Pato Valdivia (1954-26 de octubre del 2005), músico, compositor, poeta y productor artístico chileno.

## Biografía
Estudio en el Colegio San Luis entre los años 1960 y 1972. En 1971 forma parte del grupo Illapu, en Antofagasta. 
En 1975 funda el grupo Aquelarre. Junto a Nano Acevedo, Isabel Aldunate y Osvaldo Torres funda la "Agrupación del Canto Nuevo de Chile".
En 1978 participa en el "Seminario del Canto Popular Chileno", con el documento "Antecedentes para el Estudio de la Nueva Canción Chilena". Gana el premio "La Gran Noche del Folklore" del Sello Alerce y el premio del "Festival del Cantar Universitario de la Agrupación Cultural Universitaria", de la Universidad de Chile.
En 1982, participa en el Festival de la Canción de Viña del Mar, en su género folclórico, con la canción "La Semilla", defendida  por el Grupo Abril. Este conjunto dirigido por Patricia Diaz y cuya voz principal era la contralto Tati Penna, interpretó varias de  sus creaciones trovadorescas al igual que las cantantes Isabel Aldunate y Capri, todos artistas del movimiento Canto Nuevo.
En 1983 es presidente del "Taller Chileno de Música Popular". Como representante, participa en el "Primer Taller Latinoamericano de Música Popular", en Montevideo. Crea junto a Osvaldo Torres el himno "Pan, Trabajo, Justicia y Libertad". Colabora en la revista "Talleres Latinoamericanos de Música".
En 1984 es invitado a "Congreso por la Paz Centroamericana y el Caribe", realizado en Medellín, Colombia. Participó junto con artistas de la Nueva Trova Cubana como Lázaro García y Augusto Blanca. Se hace ejecutivo del "Coordinador Nacional Cultural". Gana el premio Alerce a "Mejor Compositor del Canto Nuevo".
En 1985 musicaliza una antología de Gustavo Becerra, Aristóteles España y Esteban Navarro. Realiza una gira por Ecuador con Lilia Santos. Musicaliza la película Fantasmeus, producida por el Instituto Chileno Norteamericano de Cultura. Participa en el "XII Festival Mundial de la Juventud y de los Estudiantes", en Moscú, de la (en ese entonces) Unión de Repúblicas Socialistas Soviéticas. Edita su álbum "Vamos a la Patria" como autor, compositor e intérprete.
En 1988 ocupa el cargo de administrador en el Colegio Francisco de Miranda.
En 1991 Vuelve a colaborar con Illapu como director ejecutivo, para posteriormente en 1993
destacar su participación en su disco "En estos días" como responsable de concepto e idea temática. Escribe uno de los más conocidos himnos de Illapu titulado "Lejos del Amor". Con esta canción, gana junto a Roberto Márquez el Premio APES de "Mejor Compositor". Además, dirige el videoclip de este mismo tema. También escribe otro de los grandes éxitos de la banda titulado "Del pozo de mis sueños".
Participa como jurado en el "Festival de la Patagonia".
Luego, en 1995 vuelve a participar con Illapu, como responsable de concepto e idea temática del disco "Multitudes". Escribe otro de sus grandes éxitos para el grupo, titulado "Sincero positivo". Además, dirige el videoclip del mismo tema.
Participa de jurado en el "Primer Concurso de Raíz Folclórica" de la Sociedad Chilena del Derecho de Autor.
En el 2002 vuelve a trabajar con Illapu escribiendo la canción "Juegan a ser reinas" para el disco homónimo.
Fallece de un infarto cardíaco el miércoles 26 de octubre del 2005.